# ديفيد هاينز
ديفيد هاينز (بالإنجليزية: David Haynes)‏ (1955)؛ روائي أمريكي.